# Pastorio (famiglia)

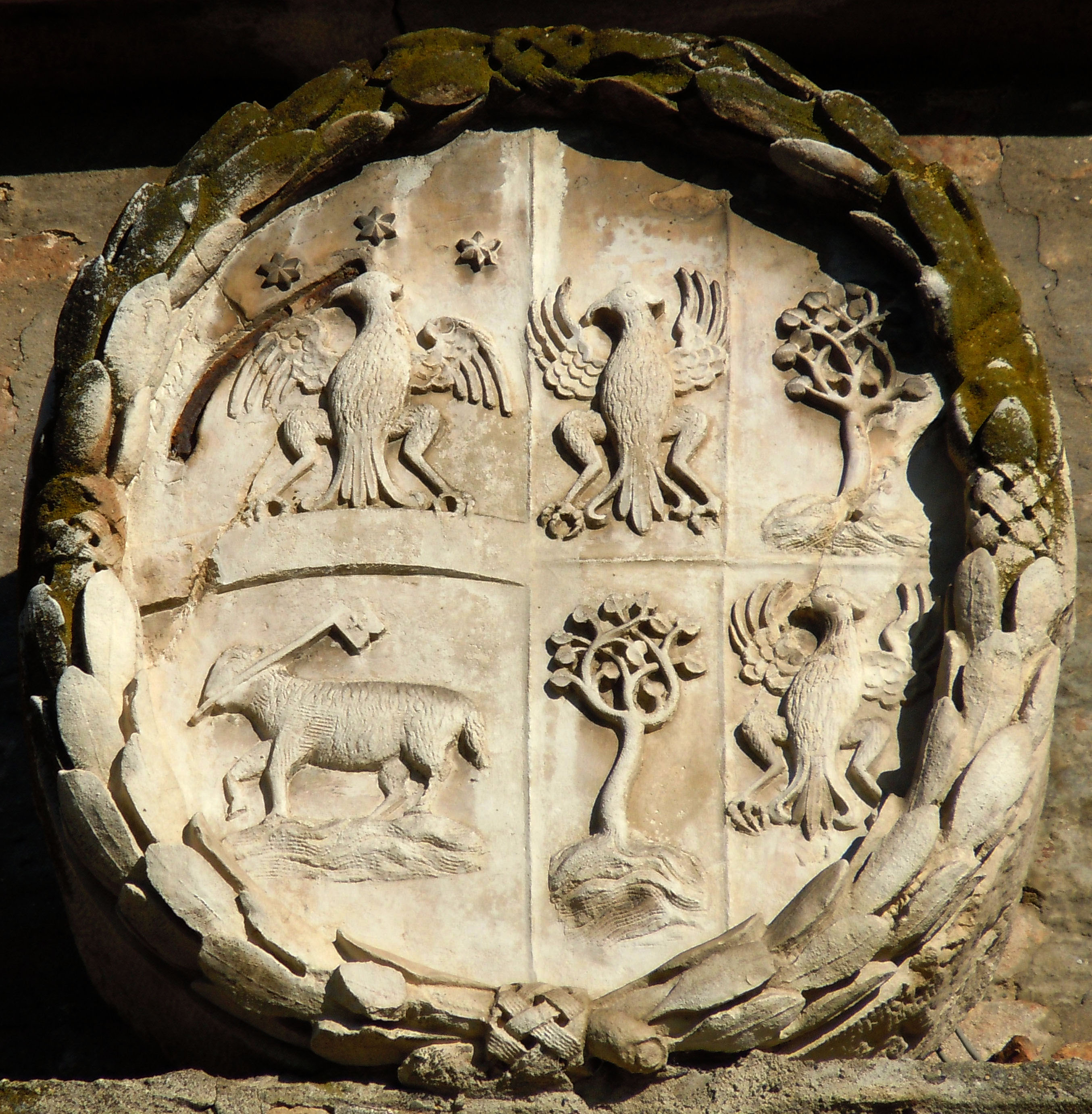
Stemma della famiglia Pastorio-Bedulli

Pastorio, nobile famiglia padovana trapiantatasi a Castiglione delle Stiviere (Mn) intorno al 1450.
Numerosi membri della famiglia ebbero cariche onorifiche dai Gonzaga di Castiglione e cariche ecclesiastiche. Furono per molti anni al centro della vita politica e culturale della città.

## Esponenti illustri
- Bartolomeo Pastorio (XV secolo), capostipite della famiglia, fu al servizio dei Gonzaga
- Giovanni Battista Pastorio (?-1569), monsignore, nel 1568 battezzò Luigi Gonzaga, futuro santo[3]
- Prospero Pastorio (XVI secolo), maggiordomo al servizio della principessa Bibiana von Pernstein, consorte di Francesco Gonzaga[4]
- Girolamo Pastorio (XVII secolo), creato cavaliere dal principe Ferdinando II Gonzaga nel 1664
- Gian Giacomo Pastorio (1534 ca.-1598), al servizio di Ferdinando I Gonzaga e Ferdinando II Gonzaga, ultimo principe di Castiglione
- Fausto Pastorio (1556-1610), abate ed arciprete del Duomo di Castiglione, ebbe un ruolo importante nel processo di beatificazione di Luigi Gonzaga[5]
- Giovanni Battista Pastorio (?-1569), arciprete del Duomo di Castiglione
- Prospero Pastorio (1621-1682), abate di Castiglione
- Giuseppe Pastorio (1672-1742), abate di Castiglione
- Giovanni Battista Patorio (1702-1774), arciprete del Duomo di Castiglione
- Maria Simonetta Bondoni Pastorio (1954-2012), storica dell'arte italiana.

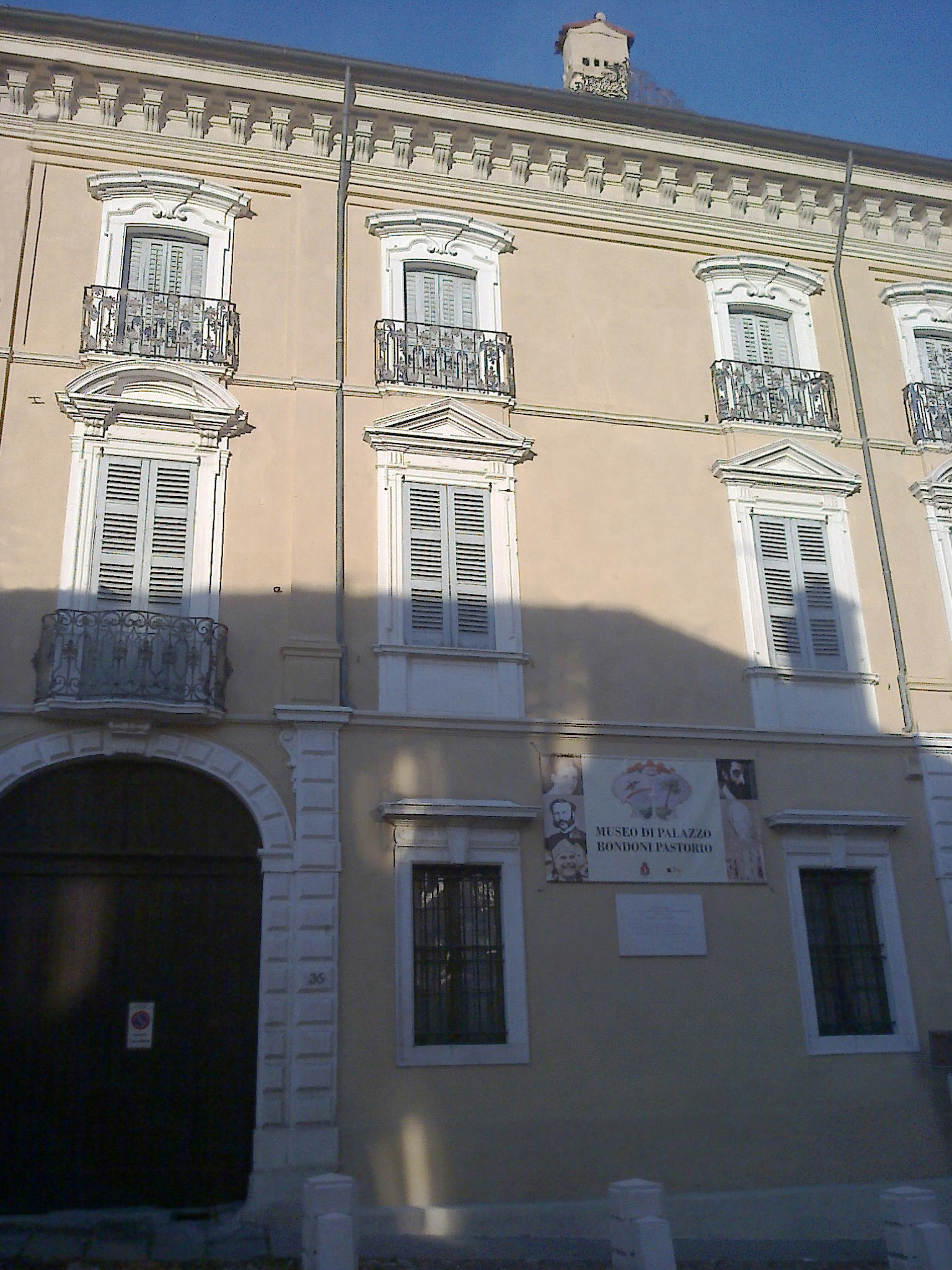
Castiglione delle Stiviere, Palazzo Bondoni Pastorio

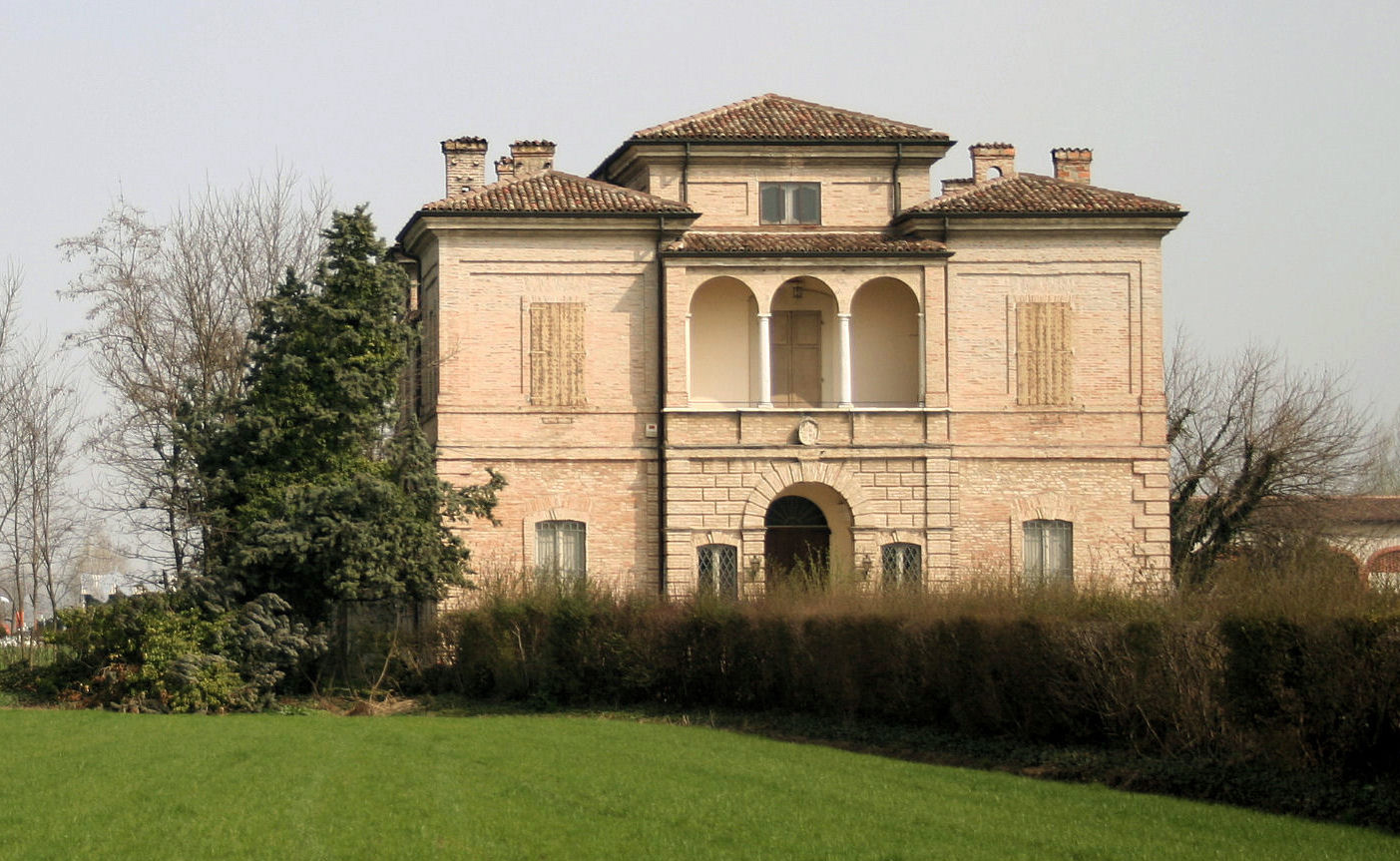
Castel Goffredo, Villa Beffa

## Proprietà
- Palazzo Bondoni Pastorio a Castiglione delle Stiviere
- Villa Beffa, a Castel Goffredo, edificata nel 1775 da Francesco Pastorio[6]

## Arma
Spaccato: nel 1° d'azzurro, all'aquila di nero, sormontata da tre stelle di otto raggi d'oro, ordinate in fascia; nel 2° di verde, alla pecora d'oro passante e sostenente colla bocca una banderuola di rosso posta in sbarra, colla fascia di rosso attraversante sulla partizione.